# Риньяно-Фламініо
Риньяно-Фламініо (італ. Rignano Flaminio) — муніципалітет в Італії, у регіоні Лаціо,  метрополійне місто Рим-Столиця.
Риньяно-Фламініо розташоване на відстані близько 35 км на північ від Рима.
Населення — 10 311 осіб (2014).
Щорічний фестиваль відбувається 22 січня. Покровитель — Vincenzo.

## Демографія
Населення за роками:

Станом на 1 січня 2023 року в муніципалітеті офіційно проживало 1837 іноземців з 79 країн, серед них 1238 громадян країн Євросоюзу та 57 громадян України.

## Сусідні муніципалітети
- Кальката
- Капена
- Чивітелла-Сан-Паоло
- Фалерія
- Мальяно-Романо
- Морлупо
- Сант'Оресте